# کنینگتون
latitudeکنینگتونlongitudeکنینگتون
کنینگتون (به انگلیسی: Kennington) یک شهرک در بریتانیا است که در منطقه لمبت لندن واقع شده‌است.

## خصوصیات
کنینگتون در جنوب رودخانه تیمز است و ۲۱٬۲۸۷ نفر جمعیت دارد.